# 讓娜二世 (勃艮第)
让娜二世（法語：Jeanne II de Bourgogne，（1288年—1330年1月21日）），勃艮第女伯爵（1303—1330年间在位），因与法兰西国王腓力五世结婚而成为法兰西王后，1329年從母親繼承阿圖瓦伯國，成為阿图瓦女伯爵。她的名字是“让”的女性化版本，用于纪念曾祖父沙龙伯爵让。

## 生平
约生于1287/88年的让娜是勃艮第伯爵奥东四世和阿图瓦女伯爵马奥的长女和女继承人。
1295年3月2日的《万塞讷和约》规定让娜为勃艮第的继承人，许婚给法兰西国王美男子腓力四世和纳瓦拉女王胡安娜一世的长子和继承人纳瓦拉国王任性的路易。让娜的妹妹勃艮第的布朗歇和弟弟勃艮第的罗贝尔都在此后才出生。
后来腓力四世改变主意，1307年1月21日，让娜在科尔贝伊-埃松嫁给了他的次子普瓦捷伯爵高个子腓力即未来的腓力五世（约1293-1322年）。腓力王子以对妻子让娜不同寻常的慷慨而闻名，两人在很短的时间内就有了相当多的孩子，腓力多年来给妻子写了无数封情书，即使是套话。
1313年五旬节，在一次王子们加冕为骑士的庆典上，她和妯娌纳瓦拉王后勃艮第的玛格丽特和小姑子英格兰王后法兰西的伊莎贝拉同时举起十字架。但这似乎是她的丈夫强迫她的。
1314年初，让娜的妹妹也是妯娌布朗歇和玛格丽特被伊莎贝拉指证在内勒塔事件中与两名骑士通奸。让娜被认为知情，被弹劾犯有纵容罪，因此被软禁在杜尔当以示惩罚。她继续为自己无辜而抗议，她的丈夫也如此，拒绝休妻。1314年12月24日到31日之间，巴黎议会为她正名，她在腓力四世死后被释放并获准重返宫廷。她的丈夫和母亲马奥都有对此施加影响，马奥不希望失去女婿腓力能给她带来的利益。现在还不清楚腓力为什么那样支持她。有一种说法是，他担心一旦要抛弃让娜，他也可能失去通过他们的婚姻获得的勃艮第；另一种理论认为他实际上非常深地爱着她。

### 王后
1316年11月，随着她的内侄子法兰西国王遗腹子让驾崩，她的丈夫被宣布为法兰西国王腓力五世，她成为法兰西王后。 在丈夫的加冕礼（主显节）或1317年1月9日，她在兰斯圣母大教堂被加冕，由宰相皮埃尔·贝特朗担任遗嘱执行人。

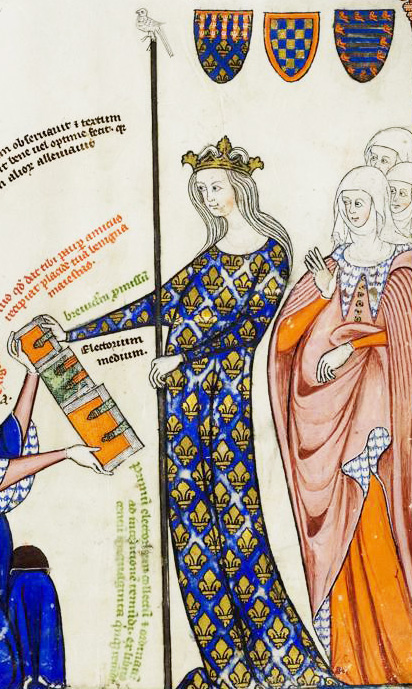
来自一份14世纪手稿，作为法兰西王后的让娜

她成为王后之后，她仍被监禁的妹妹布朗歇可能得到了她的照顾。但这是从一份被曲解的文件中得出的结论，可能并不完全准确。让娜王后确实安排了她的小女儿布朗歇成为一名修女，希望7岁的她与世隔绝的生活能弥补她妹妹的过错。

### 勃艮第和阿图瓦女伯爵
她的父亲勃艮第伯爵奥东四世于1303年去世后，因为《万塞讷和约》，勃艮第伯国由让娜在母亲摄政下继承，而非身为独子的罗贝尔。1307年她结婚后，她的母亲在她不在时继续管治她的领地。
让娜一直对娘家勃艮第伯国保持关注。她于1318年从巴黎带来了织布和制衣工人，使得马奈和格雷的新资产阶级繁荣。国王去世后，她回到了勃艮第伯国。丈夫的去世给她带来了毁灭性的打击，她从此再也没有恢复过来，在余生中陷入了深深的沮丧。夏尔四世继位后，让娜的妹妹布朗歇成为新王后，但没有被解除监禁，且被休弃。据说，她心爱的妹妹布朗歇于1326年去世后，她“以往从未如此悲痛”。
1329年，她继承了母亲的阿图瓦伯国。

### 文化赞助

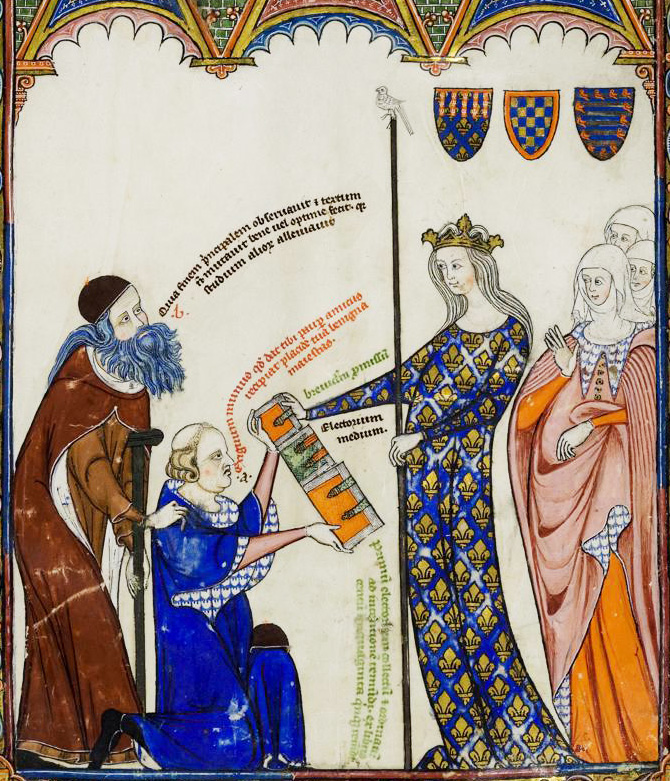
勃艮第的让娜从托马斯·迈锡耶（跪在中间）处接收了他的作品，这是对他的师父拉蒙·柳利（站在迈锡耶的背后）的思想的扼要

据皮埃尔·伯苏伊尔称，其是应让娜的要求创作了《道德化的奥维德》，这是法国对奥维德著名的《变形记》的改编。
阿拉牧师和拉蒙·柳利的门徒托拉斯·迈锡耶为她奉献了他对柳利的作品《大号选举》的纪念性汇编的删节版。
1317年，她让圣但尼的一位名叫吉勒·毛莱奥的僧侣抄写并染色了一本《時禱書》。
让娜在遗嘱中写了为在巴黎建立一所学院设立拨备；它被以勃艮第命名，称为“勃艮第学院”。

### 去世、埋葬和继承
她于1330年1月21日在鲁瓦逝世，享年39岁。遗体被安葬在巴黎的科德利埃修道院，心脏被安葬在聖但尼丈夫旁边。她的爵位由她的长女让娜三世继承，后者已于1318年与勃艮第公爵厄德四世结婚。随着让娜二世的去世，勃艮第伯国和公国通过这次婚姻统一。勃艮第和阿图瓦伯国最终于1361年由她的小女儿玛格丽特继承。

## 子女
讓娜二世和腓力五世共有1子4女：
1. 讓娜三世（1308年—1347年）[15]，勃艮第女伯爵，與勃艮第公爵厄德四世結婚。
2. 瑪格麗特（1309年—1382年）[15]，勃艮第女伯爵。
3. 伊莎貝爾（英语：Isabella of France, Dauphine of Viennois）（1310年—1348年）[15]，與维埃纳伯爵居伊八世結婚。
4. 布朗歇（1313年—1358年），修女。[15]
5. 路易（1316年—1317年），夭折。[b][29][30]

## 小说形象
让娜是在1955年至1977年出版的莫里斯·德鲁恩法兰西历史小说系列《被诅咒的国王》中多次出现的一个次要角色。
在第一卷《铁国王》（1955年）中，她登场于3月至1314年11月之间，当时是普瓦捷伯爵夫人，嫁给了王次子的让娜在德鲁恩笔下时年21岁，是一位年轻女子，“身材高大苗条，有着灰金色的头发，有些神态的举止，斜着的灵缇犬眼睛”，穿着“简单得几乎是一种追求”。她的表亲勃艮第的玛格丽特和妹妹布朗歇分别与国王的长子和三子结婚，并与菲利普和戈蒂埃·达奈兄弟保持婚外恋。她虽然忠于丈夫，却“不仅是忠贞的妻子，也是一个自愿的媒人，在别人的爱中享受着令人不安的快乐”，她通过组织和制造约会来支持她的两个妯娌通奸，“一半出于软弱，一半出于娱乐”。当这种阴谋被揭露后，三位国王儿媳就被剃光头发并穿着麻布，公开绳之以法：被判犯有通奸罪的玛格丽特和布朗歇被判处终身监禁在加亚尔城堡，而被认为是帮凶的让娜则被关在杜尔当城堡。
在第三卷《皇冠毒药》（1956年）中，她登场于1315-1316年路易十世年间，阿图瓦女伯爵马奥设法让让娜重新得宠并与她的丈夫腓力在埃丹城堡和好。
第四卷《男性法则》（1957年）中，她登场于1316-1317年发行，围绕路易十世的阴谋诡计以王弟腓力的胜利而告终，让娜的丈夫被公认为法兰西国王。
德鲁恩的作品已经放映了两次：在由克劳德·巴尔玛执导并于1972-1973年播出的马塞尔·朱利安改编版法国迷你电视剧中，让娜由卡特琳·里奇饰演；而在2005年由何塞·达扬执导的版本则由朱莉·德帕迪约饰演。
勃艮第的让娜也是皮埃尔·马洛登创作的无声电影《内勒塔的主角布里丹》（1923年）的角色之一。

## 传记
- Ivan Gobry. Pygmalion , 编. . Paris. 2010. ISBN 978-2-7564-0273-4 （法语）..
- Gustave Duhem. . 12 1. 1928-1929: 139-173 （法语）. .
- Gaëlle Audéon (préf. Éliane Viennot), Philippe le Bel et l'Affaire des brus, 1314, Paris, L'Harmattan, « Collection Historiques, série Travaux », 2020 ISBN 978-2-343-20371-3
- Gaëlle Audéon. Société internationale pour l'étude des femmes de l'Ancien Régime (SIEFAR) , 编. . Dictionnaire des femmes de l'Ancien Régime. 2020  [2021-05-13]. （原始内容存档于2021-04-22） （法语）..

小说作品
- Maurice Druon. Plon , 编. . Paris. 1999. ISBN 2-259-19174-6 （法语）.

## 资料
- Bradbury, Jim. . Hambledon Continuum. 2007.
- Brown, Elizabeth A.R. . Smith, Katherine Allen; Wells, Scott  (编). . BRILL. 2009.
- Gaude-Ferragu, Murielle. . Palgrave Macmillan. 2016.
- Hallam, Elizabeth. . Longman. 1980.
- Warner, Kathryn. . Amberley Press. 2017.

| 讓娜二世 (勃艮第) 伊夫雷亚王朝出生于：約1287年/1288年逝世於：1330年1月21日 | 讓娜二世 (勃艮第) 伊夫雷亚王朝出生于：約1287年/1288年逝世於：1330年1月21日 | 讓娜二世 (勃艮第) 伊夫雷亚王朝出生于：約1287年/1288年逝世於：1330年1月21日 |
| 法國貴族爵位                                                               | 法國貴族爵位                                                               | 法國貴族爵位                                                               |
| -------------------------------------------------------------------------- | -------------------------------------------------------------------------- | -------------------------------------------------------------------------- |
| 前任者： 奧東四世                                                          | 勃艮第行宫伯爵 1303年–1330年 與腓力二世 (1307年–1322年)同時在任            | 繼任者： 讓娜三世                                                          |
| 前任者： 瑪奧                                                              | 阿圖瓦女伯爵 1329年–1330年                                                 | 繼任者： 讓娜三世                                                          |
| 法國王族                                                                   |                                                                            |                                                                            |
| 空缺上一位持有相同頭銜者：匈牙利的克莱门西娅                               | 法兰西和纳瓦拉王后 1316年–1322年                                           | 繼任者： 勃艮第的布朗歇                                                    |